# آزادی مذهب در ترکیه
دین در ترکیه (نظرسنجی اپتیمار، 2019)
ترکیه طبق مادهٔ ۲۴ قانون اساسی، کشوری سکولار است. سکولاریسم در ترکیه از اهداف شش‌گانهٔ آتاترک نشأت می‌گیرد: جمهوری‌خواهی، پوپولیسم، لائیسیته، اصلاح‌طلبی، ملی‌گرایی و دولت‌گرایی. دولت ترکیه محدودیت‌هایی را برای مسلمانان و دیگر گروه‌های مذهبی و همچنین ابراز اسلام مذهبی در ادارات و موسسات دولتی از جمله دانشگاه‌ها اعمال می‌کند.

## جمعیت‌شناسی مذهبی
به گفته دولت ترکیه، ۹۰ درصد جمعیت این کشور مسلمان (عمدتا سنی هستند). کتاب حقایق جهانی ۹۹٫۸ درصد از جمعیت ترکیه را مسلمان ذکر کرده‌است. دولت سه جامعهٔ مذهبیِ اقلیت را به رسمیت می‌شناسد: مسیحیان ارتدوکس یونانی، مسیحیان حواری ارمنی و یهودیان (اگرچه جوامع غیر مسلمان دیگری نیز وجود دارند). گزارش سال ۲۰۰۶ وزارت امور خارجه ایالات متحده، اقلیت‌های مذهبی زیر را در ترکیه برشمرده است:
| مسیحیان حواری ارمنی             | ۶۵۰۰۰ |
| یهودیان                         | ۲۳۰۰۰ |
| مسیحیان ارتدوکس یونانی          | ۶۵۰۰  |
| بهائیان                         | ۱۰۰۰۰ |
| مسیحیان ارتدوکس سوری (سوریایی). | ۱۵۰۰۰ |
| ایزدی‌ها                         | ۵۰۰۰  |
| شاهدان یهوه                     | ۳۳۰۰  |
| پروتستان‌ها                      | ۳۰۰۰  |